# Mai 2021
Portal Geschichte | Portal Biografien | Aktuelle Ereignisse | Jahreskalender | Tagesartikel

◄ |
20. Jahrhundert |
21. Jahrhundert

◄ |
1990er |
2000er |
2010er |
2020er
| 2030er | 2040er

◄ |
2017 |
2018 |
2019 |
2020 |
2021
| 2022 | 2023 | 2024 | 2025 | ►

◄ |
Februar 2021 |
März 2021 |
April 2021 |
Mai 2021 |
Juni 2021 |
Juli 2021 |
August 2021 |
►
Dieser Artikel behandelt tagesbezogene Nachrichten und Ereignisse im Mai 2021.

## Tagesgeschehen

### Samstag, 1. Mai 2021
- Berlin/Deutschland: Bei der Revolutionären 1.-Mai-Demonstration kommt es zu Ausschreitungen, woraufhin die Polizei die Demonstration beendet.[1]
- Bischkek/Kirgisistan: Nach bewaffneten Grenzstreitigkeiten unterzeichnen Vertreter von Kirgisistan und Tadschikistan ein Waffenstillstandsabkommen.[2]
- Brüssel/Belgien, London/Vereinigtes Königreich: Das Handels- und Kooperationsabkommen zwischen der Europäischen Union und dem Vereinigten Königreich tritt in Kraft.[3]
- Istanbul/Türkei: Bei Demonstrationen anlässlich des ersten Mai kommt es zu Auseinandersetzungen mit der Polizei. Hunderte Demonstranten werden verhaftet.[4]
- Kabul/Afghanistan: Die NATO beginnt offiziell mit dem Abzug ihrer – im Rahmen der Operation Resolute Support – in dem Land eingesetzten Truppen.[5]

### Sonntag, 2. Mai 2021
- Arouca/Portugal: Eröffnung der Fußgänger-Hängebrücke 516 Arouca, die in 175 m Höhe über die Schlucht des Flusses Paiva führt und mit einer Länge von 516 m die längste Fußgänger-Hängebrücke der Welt ist.[6]
- Pjöngjang/Nordkorea: Nachdem US-Präsident Joe Biden die Regierung Nordkoreas wegen ihres Umgangs mit Nuklearwaffen gewarnt hatte, droht das nordkoreanische Außenministerium mit Konsequenzen.[7]

### Montag, 3. Mai 2021

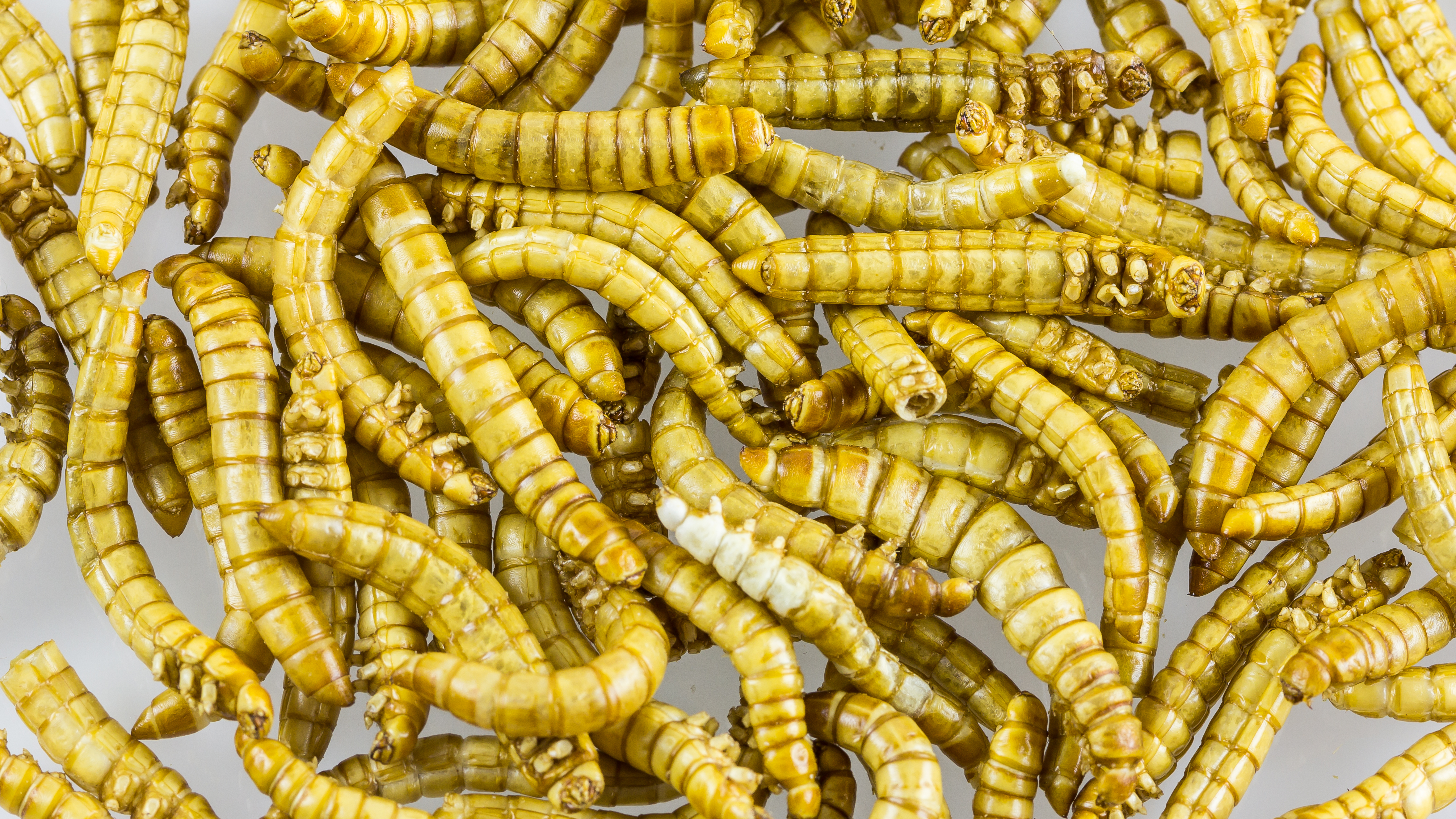
Gefriergetrocknete Mehlwürmer

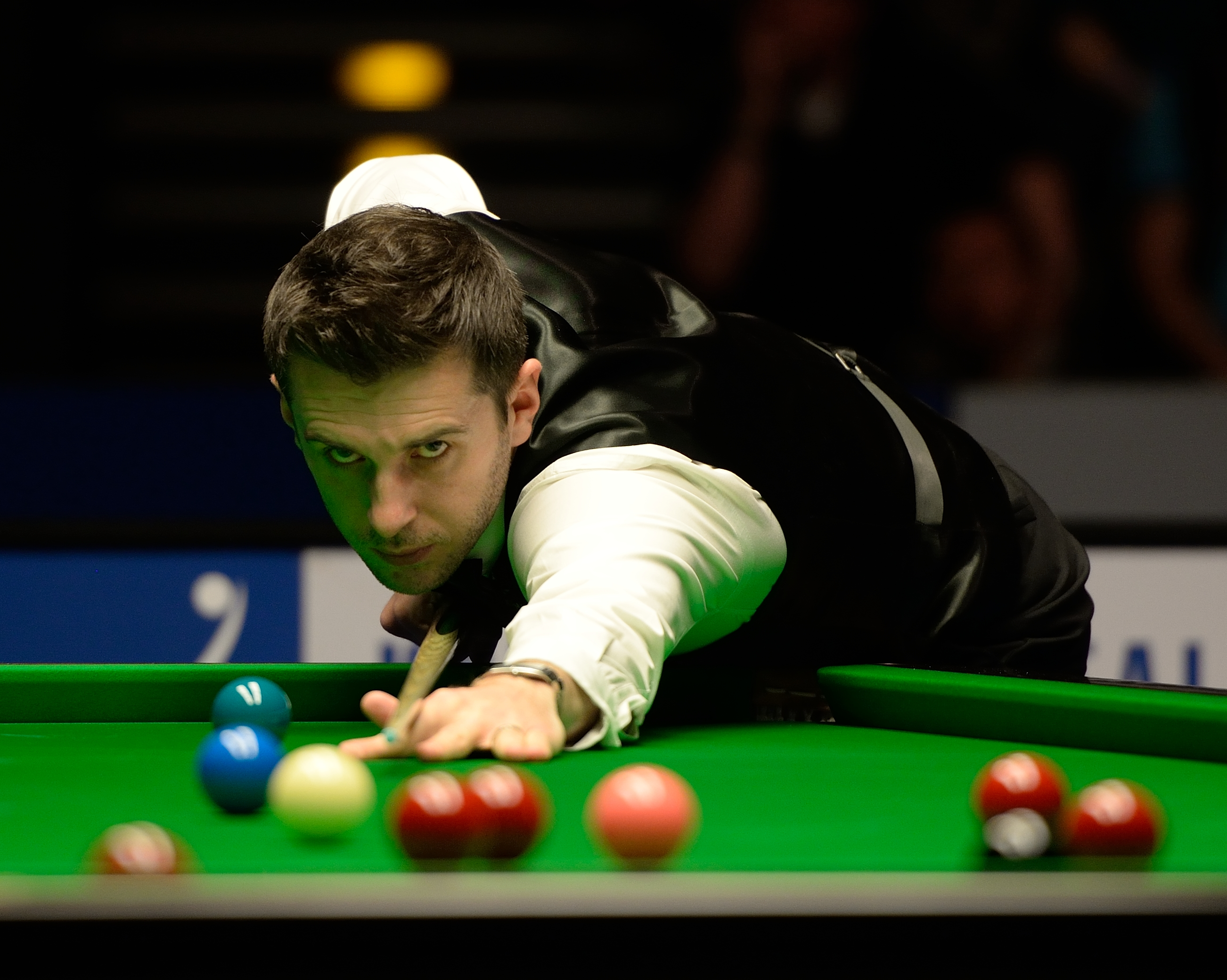
Marc Selby

- Berlin/Deutschland: Digitaler Petersberger Klimadialog (bis 7. Mai)[8]
- Brüssel/Belgien: Nachdem die EU-Lebensmittelbehörde gelbe Mehlwürmer als sicher eingestuft hat, wurden diese von den EU-Mitgliedsstaaten zur Verwendung in Lebensmitteln freigegeben. Nun ist zum Beispiel der Verkauf getrockneter Mehlwurmlarven zum Knabbern oder die Verwendung als maximal 10%ige Zutat in Produkten wie Keksen oder Nudeln erlaubt. Der Zulassungsantrag wurde von einem französischen Unternehmen gestellt, das nun fünf Jahre lang das alleinige (mit Ausnahmen[9]) Recht zum Verkauf dieses neuartigen Lebensmittels hat. Das deutsche Bundesamt für Verbraucherschutz und Lebensmittelsicherheit sagt, dass die Produkte einen Hinweis für Allergiker tragen müssen.[10]
- Frankfurt am Main/Deutschland: Die Generalstaatsanwaltschaft Frankfurt am Main gibt bekannt, eine im Darknet betriebene Plattform kinderpornographischer Materialien abgeschaltet zu haben. Die mutmaßlichen Administratoren werden in Nordrhein-Westfalen, Bayern und in der Region Concepción in Paraguay festgenommen.[11]
- Gayéri/Burkina Faso: Bei einem bewaffneten Überfall auf das Dorf Kodyel in der ostburkinischen Provinz Komondjari werden mindestens 30 Bewohner getötet.[12]
- Mexiko-Stadt/Mexiko: Beim Einsturz einer Metro-Brücke just zu dem Zeitpunkt, als eine Metro diese überquerte, kommen 23 Fahrgäste ums Leben, 79 Passagiere werden verletzt.[13]
- Sheffield/Vereinigtes Königreich: Mit einem Sieg über Shaun Murphy gewinnt der Engländer Mark Selby zum vierten Mal die Snookerweltmeisterschaft.
- Tahoua/Niger: Bei einem Angriff auf eine Militärpatrouille werden 16 nigrische Soldaten getötet.[14]

### Dienstag, 4. Mai 2021
- Laschkar Gah/Afghanistan: Afghanische Truppen schlagen eine Militäroffensive der Taliban nieder, die in der südafghanischen Provinz Helmand im Zuge des Abzuges der internationalen Truppen versuchen, die Region unter ihre Kontrolle zu bringen.[15]

### Mittwoch, 5. Mai 2021
- Berlin/Deutschland: German Overshoot Day 2021[16]
- Düsseldorf/Deutschland: Der Verein Ansaar International wird verboten.[17]
- Columbia/Vereinigte Staaten: Ein Mann entführt einen Schulbus und steigt bereits nach wenigen Kilometern – vermutlich überfordert – wieder aus, da die Schul- und Kindergartenkinder ihm allerlei Fragen zur Entführung stellen, von denen er fast keine beantworten kann. Später am selben Tag wird ein Tatverdächtiger – ein am Fort Jackson stationierter Rekrut – festgenommen, der sich vor der Entführung – vermutlich mit dem Ziel in die nächste Stadt zu gelangen um anschließend nachhause fahren zu können – über einen Zaun vom Ausbildungsstützpunkt entfernt hat, da er vermutlich unter Heimweh litt. Bei der Entführung wird niemand verletzt. Die Waffe hat der Verdächtige zuvor aus Armeebeständen entwendet und sie war während der Entführung wahrscheinlich ungeladen.[18]
- Karlsruhe/Deutschland: Vier Berliner Anwälte erstatten im Namen von zehn Personen Strafanzeige beim Generalbundesanwalt gegen den belarussischen Präsidenten Aljaksandr Lukaschenka und Sicherheitsbeamte seiner Regierung wegen Verbrechen gegen die Menschlichkeit. Das sogenannte Weltrechtsprinzip erlaubt es, von Deutschland aus Völkerrechtsverbrechen in anderen Staaten zu verfolgen.[19]
- St. Gallen/Schweiz: Beginn des St. Gallen Symposiums (bis 7. Mai).[20]

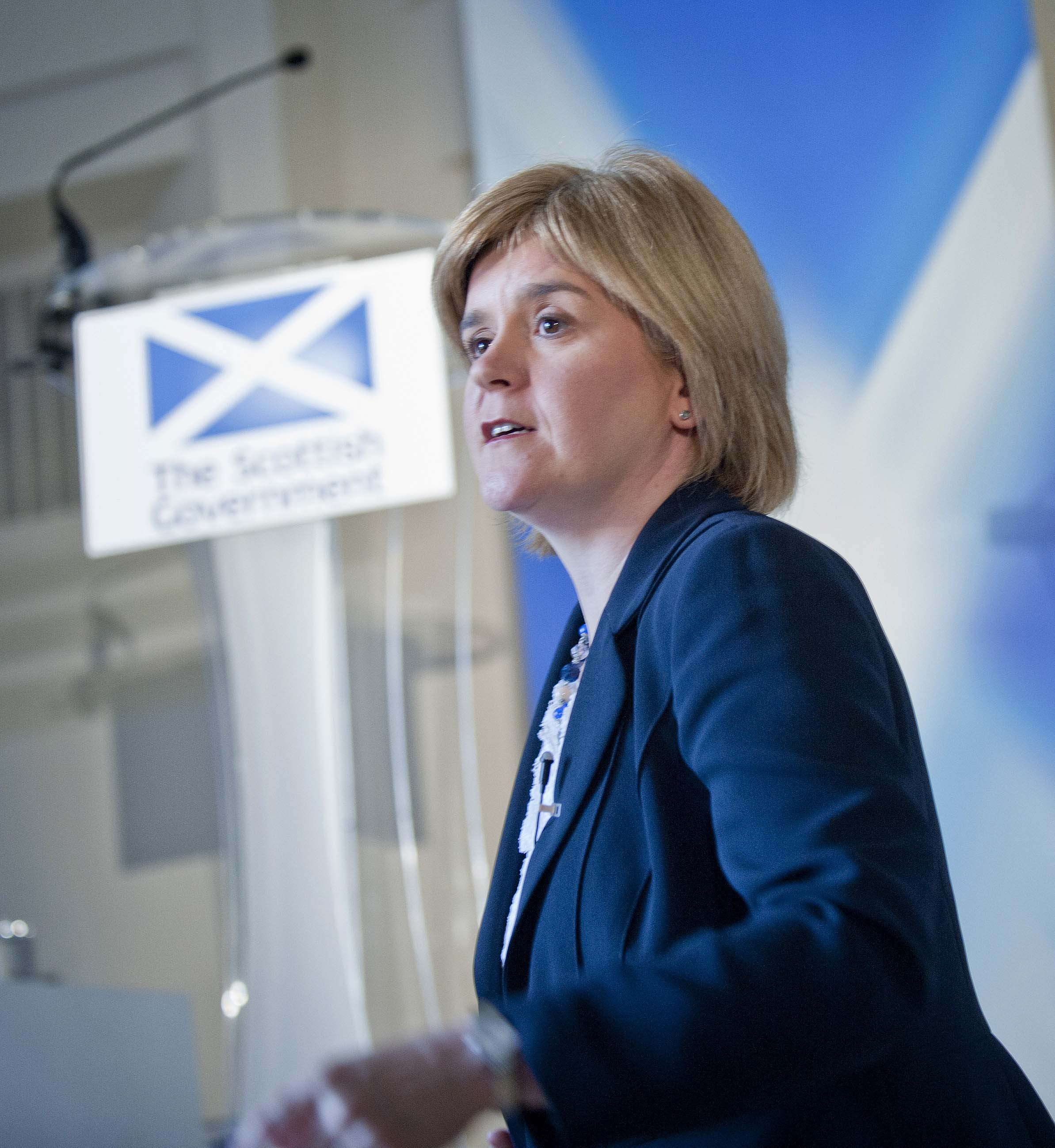
Nicola Sturgeon, First Minister Schottlands

### Donnerstag, 6. Mai 2021

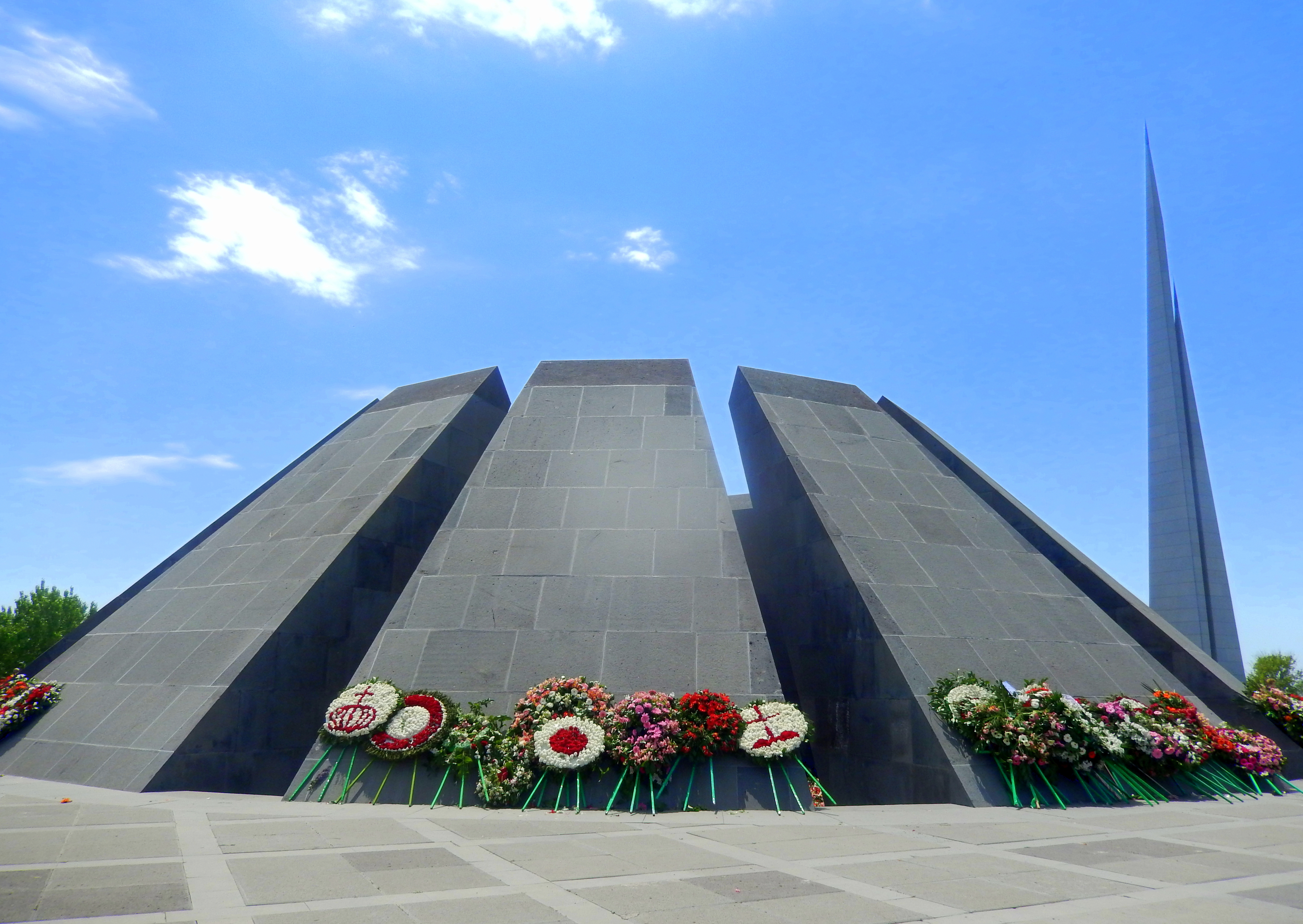
Denkmal zum Gedenken der Opfer des Völkermords an den Armeniern

- Den Haag/Niederlande: Dominic Ongwen, ehemaliger Anführer der LRA in Uganda, wird zu 25 Jahren Haft verurteilt. Er war im Februar wegen Verbrechen gegen die Menschlichkeit in 61 Fällen vom Internationalen Strafgerichtshof schuldig gesprochen worden. Strafmildernd wurde berücksichtigt, dass Ongwen nicht nur Täter, sondern auch Opfer der LRA war: Er war als Neunjähriger von der LRA verschleppt und als Kindersoldat eingesetzt worden.[21]
- Edinburgh/Vereinigtes Königreich: Bei der Parlamentswahl in Schottland 2021 verpasst die regierende Schottische Nationalpartei (SNP) unter Nicola Sturgeon knapp die absolute Mehrheit.[22]
- Malé/Malediven: Bei einem Bombenanschlag werden der frühere Präsident Mohamed Nasheed sowie vier weitere Personen verletzt.[23]
- Riga/Lettland: Lettland stuft das Massaker an den Armeniern im Osmanischen Reich vor über 100 Jahren als Völkermord ein. Die Türkei reagiert verärgert auf diesen Schritt.[24]
- Rio de Janeiro/Brasilien: Bei einem Polizeieinsatz gegen Banden wie das Comando Vermelho kommen in der Favela Jacarezinho 25 Menschen ums Leben.[25]
- Saint Helier/Jersey: Der Streit um Fischereirechte im Ärmelkanal zwischen Frankreich und dem Vereinigten Königreich eskaliert. Dutzende französische Fischerboote blockieren den Hafen von Saint Helier auf der Kanalinsel Jersey, Großbritannien entsendet Kriegsschiffe zur Patrouille vor die Inselgruppe.[26]

### Freitag, 7. Mai 2021
- Alpharetta/Vereinigte Staaten: Der größte Pipeline-Betreiber der USA, Colonial Pipeline, ist Angriff einer Cyberattacke geworden und musste im Zuge dessen seine Systeme offline nehmen. Laut der Crackergruppe DarkSide, der die Attacke zugeschrieben wird, handelt es sich um eine unpolitische Tat.[27]
- Dresden/Deutschland: Pegida wird vom Landesamt für Verfassungsschutz Sachsen als „erwiesene extremistische Bestrebung“ eingestuft und künftig beobachtet.[28]
- Jerusalem/Israel: Bei Zusammenstößen zwischen Palästinensern und der israelischen Polizei in Ostjerusalem werden über 170 Palästinenser verletzt.[29]

### Samstag, 8. Mai 2021

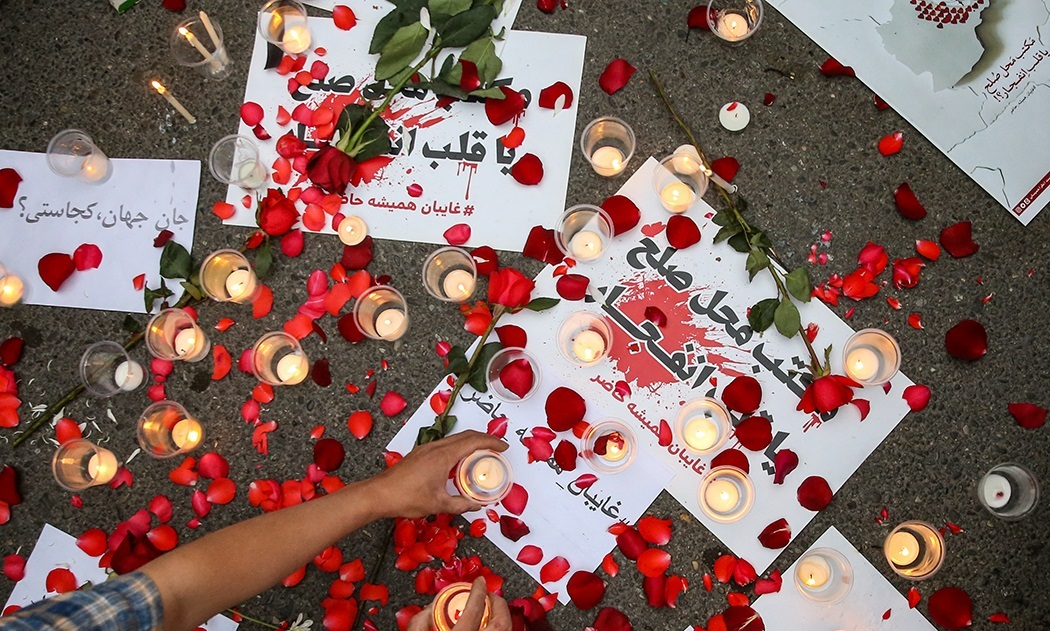
Gedenken an die Opfer des Bombenanschlags von Kabul vor der afghanischen Botschaft in Teheran, Iran

- Datu Paglas/Philippinen: Mindestens 80 bis 100 Rebellen der islamistischen militanten Splittergruppe der Bangsamoro Islamic Freedom Fighters erstürmen den Marktplatz von Datu Paglas, einer Stadt auf Mindanao, und erzwingen die Evakuierung vieler Bewohner. Im Verlauf des Tages gelingt es der Armee, die Kontrolle über den Markt zu erlangen.[30]
- Kabul/Afghanistan: Bei einem Bombenanschlag vor einer Schule in einem von der Minderheit der Hazara bewohnten Wohnviertel im Westen der afghanischen Hauptstadt werden mindestens 68 Personen, darunter viele Schülerinnen, getötet und 150 weitere verletzt. Während die afghanische Regierung die Taliban für den Terroranschlag verantwortlich macht, distanzieren diese sich davon und verurteilen die Tat.[31][32][33]
- Siguiri/Guinea: Bei einem Erdrutsch in einer Goldmine im Osten Guineas kommen 15 Personen ums Leben.[34]
- Turin/Italien: 104. Giro d’Italia (bis 30. Mai 2021)[35]

### Sonntag, 9. Mai 2021
- Bogotá/Kolumbien: Nach andauernden Protesten gegen die Regierung, die bereits 26 Todesopfer forderten, reicht Außenministerin Claudia Blum ihren Rücktritt ein.[36]
- Malé/Malediven: Westlich der Malediven sind Reste einer chinesischen Rakete vom Typ Langer Marsch-5B (CZ-5B) in den Indischen Ozean gestürzt. Ende April 2021 hatte die Rakete das erste Modul zu einer geplanten chinesischen Raumstation transportiert und verlor seitdem unkontrolliert an Höhe.[37]
- Qalāt-i Ghildschī/Afghanistan: Bei der Explosion einer am Straßenrand deponierten Bombe in der Provinz Zabul wird ein Bus getroffen. Elf Personen werden getötet.[38]

### Montag, 10. Mai 2021
- Jerusalem/Israel: Aus dem Gazastreifen werden über 100 Raketen auf Israel abgefeuert, von denen Dutzende vom Raketenabwehrsystem Iron Dome abgefangen werden. Es kommt zu Einschlägen in Jerusalem; Luftalarm wird in Jerusalem, Beit Schemesch, Aschkelon und Sderot ausgelöst. Die israelische Armee führt Gegenangriffe durch. Das Parlament in Jerusalem wird geräumt, um die Abgeordneten in Schutzräume zu bringen. Zu den Angriffen kam es, kurz nachdem ein von der Hamas gestelltes Ultimatum verstrichen war: Die Hamas hatte gefordert, dass Israel alle Polizisten und Siedler vom Tempelberg sowie aus dem Viertel Scheich Dscharrah in Ostjerusalem abzieht sowie alle im Kontext der letzten Konfrontationen inhaftierten Palästinenser entlässt.[39]
- Kiew/Ukraine: Wissenschaftler berichten von einem Anstieg der Radioaktivität unbekannter Ursache im Bereich des havarierten Reaktorblocks 4 des Kernkraftwerkes Tschernobyls.[40]

### Dienstag, 11. Mai 2021
- Aschkelon/Israel: Bei einem palästinensischen Raketenangriff werden zwei Frauen getötet.[41]
- Bern/Schweiz: Switzerland Overshoot Day 2021[42]
- Boa Vista/Brasilien: Bei einem bewaffneten Angriff illegaler Goldsucher auf Angehörige der indigenen Ethnie der Yanomami in deren Schutzgebiet im Bundesstaat Roraima wird ein Indigener verwundet. Die Indigenen erwidern das Feuer und töten drei der illegalen Goldsucher.[43]
- Kasan/Russland: Bei einem Angriff auf eine Schule in Kasan werden mindestens acht Menschen getötet und 20 verletzt, davon sechs lebensgefährlich. Der 19-jährige Schütze wird festgenommen. Gerüchte über einen weiteren Täter stellen sich als falsch heraus.[44]

### Mittwoch, 12. Mai 2021
- Berlin/Deutschland: Das Bundeskabinett beschließt das Erste Gesetz zur Änderung des Bundes-Klimaschutzgesetzes. Es soll die Vorgaben des Bundesverfassungsgerichts umsetzen, das Ende April das ursprüngliche Gesetz in Teilen für verfassungswidrig erklärt hatte, weil es keine Minderungsziele für die Zeit ab 2030 enthielt. Die Novelle verschärft zudem die für den Zeitraum bis 2030 bisher bestehenden Ziele vor allem für die Sektoren Industrie und Energiewirtschaft. Über konkrete Maßnahmen, wie die Ziele erreicht werden sollen, hat sich die Regierungskoalition bisher nicht geeinigt.[45]
- Freetown/Sierra Leone: Nach Erklärungen von Justizminister Umaru Napoleon Koroma plant die Regierung von Sierra Leone, die Todesstrafe abzuschaffen. Die letzte Hinrichtung fand 1998 statt.[46]
- Kabul/Afghanistan: Afghanische Behörden bestätigen, dass die Taliban die Kontrolle über den strategisch wichtigen Distrikt Nirkh in der Provinz Wardak westlich von Kabul übernommen haben.[47]
- Stuttgart/Deutschland: Der baden-württembergische Ministerpräsident Winfried Kretschmann wird im Landtag wiedergewählt, genau zehn Jahre nach seiner erstmaligen Wahl zum Ministerpräsidenten. Anschließend wird das Kabinett Kretschmann III vereidigt.[48]
- Taipeh/Taiwan: Taiwan erhöht die Corona-Warnstufe auf „zwei“ (von maximal vier), weil der Ursprung einiger Neuinfektionen nicht zurückverfolgt werden konnte. Am 12. Mai hatte Taiwan 0,43 Corona-Neuinfektionen pro 1 Million Einwohner (zum Vergleich: Deutschland hatte am 12. Mai 135,96 Corona-Neuinfektionen pro 1 Million Einwohner).[49] Im Freien müssen die Menschen in Taiwan nun überall Maske tragen; in Innenräumen dürfen sich maximal fünf und im Freien maximal zehn Personen treffen.[50]

### Donnerstag, 13. Mai 2021

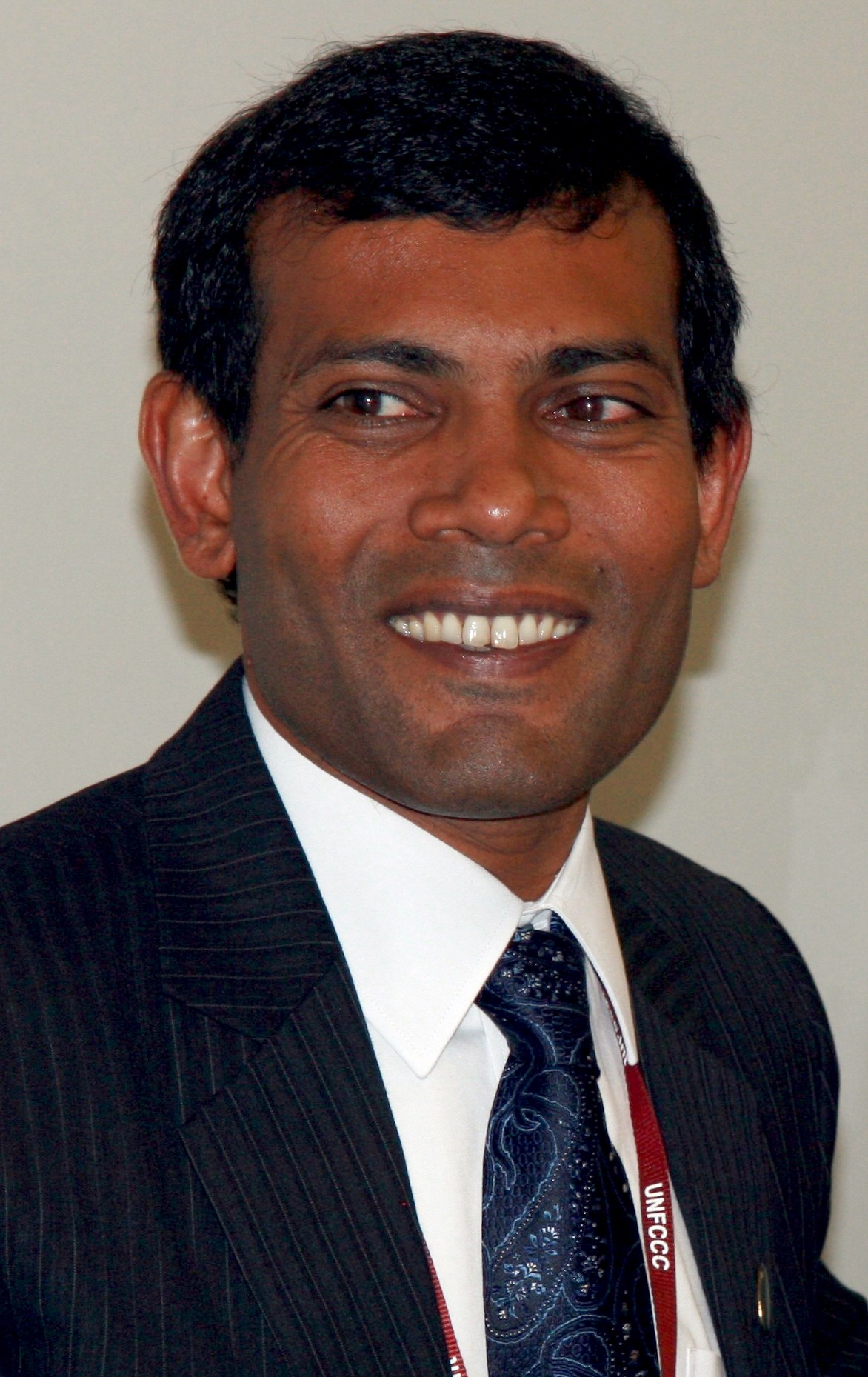
Mohamed Nasheed, ehemaliger Präsident der Malediven

- Berlin/Deutschland: Borussia Dortmund gewinnt durch ein 4:1 gegen RB Leipzig im Olympiastadion das Endspiel um den DFB-Pokal.[51]
- Frankfurt am Main/Deutschland: Ökumenischer Kirchentag (bis 16. Mai)[52]
- Kabul/Afghanistan: Nach dem Ende der von den Taliban angekündigten Feuerpause werden bei mehreren Bombenanschlägen landesweit elf Zivilisten getötet.[53] Ein Unbekannter unterbricht mit einem Anschlag auf das Versorgungsnetz die Stromversorgung aus dem Nachbarland Usbekistan.[54]
- Malé/Malediven: Nach seiner Entlassung aus einem Krankenhaus wird der frühere maledivische Präsident Mohamed Nasheed, der durch einen Anschlag mutmaßlicher islamistischer Extremisten verletzt worden war, zur weiteren Behandlung nach Deutschland ausgeflogen.[55]

### Freitag, 14. Mai 2021
- Kabul/Afghanistan: Bei einem Anschlag auf eine Moschee während des Freitagsgebetes in einem Außenbezirk von Kabul werden 12 Gläubige, darunter der Imam, getötet und 15 weitere verletzt. Die Taliban verurteilen den Anschlag, zu dem sich niemand bekennt.[56]
- Mumbai/Indien: Der Zyklon Tauktae trifft im Bundesstaat Gujarat auf Land. Er führt zu heftigen Überschwemmungen im Westen Indiens. Im Vorfeld wurden über 200.000 Personen evakuiert. Mehrere Schiffe vor Mumbai geraten bei heftigem Seegang in Seenot, 77 Seeleute werden vermisst. Tauktae ist der stärkste Zyklon in dieser Region seit 1998.[57]

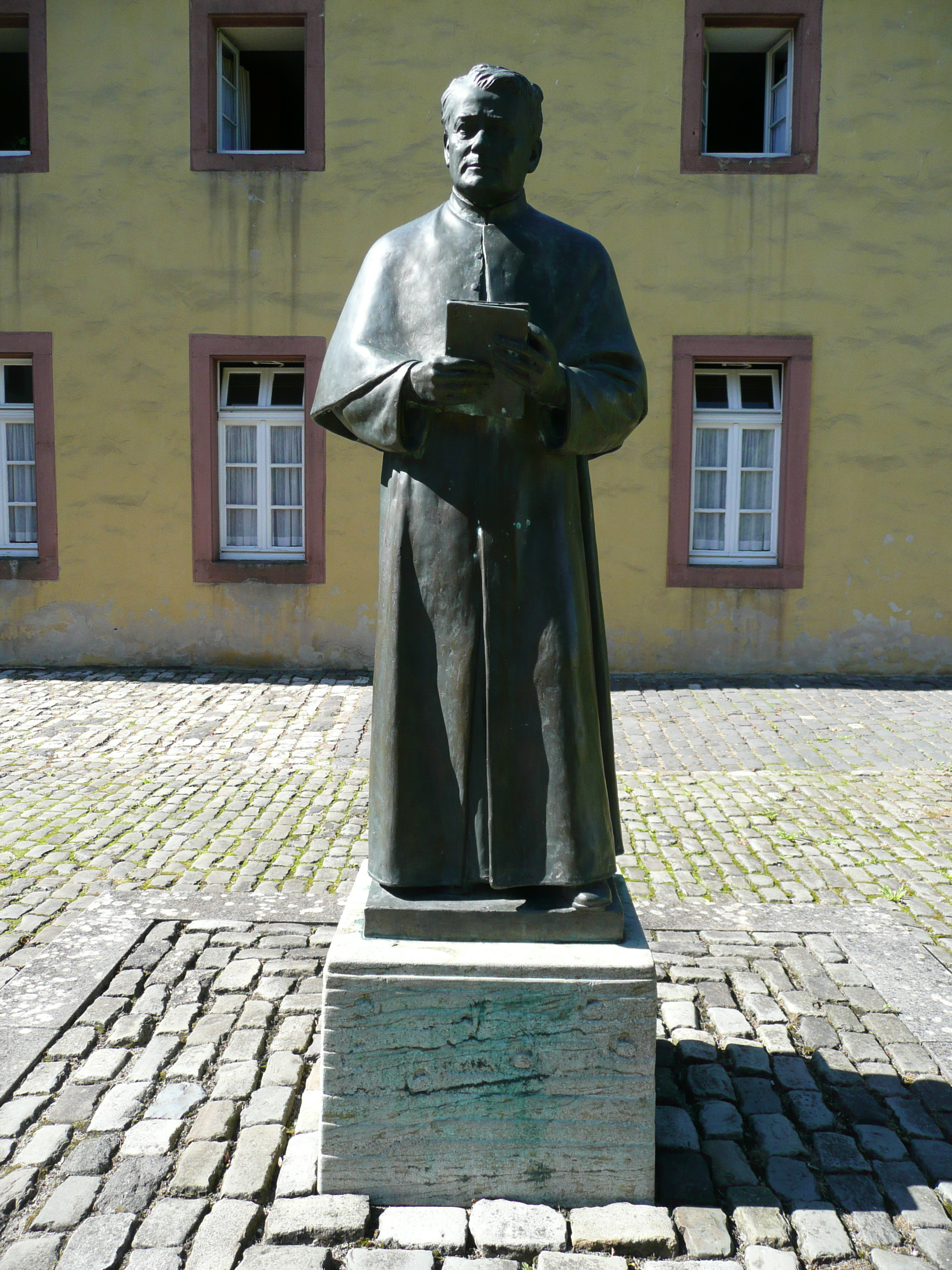
Plastik des Franziskus Jordan

### Samstag, 15. Mai 2021
- Addis Abeba/Äthiopien: Die nationale Wahlkommission verschiebt die bereits auf Juni verschobenen Parlamentswahlen auf ein unbekanntes Datum aufgrund logistischer Probleme. Zuvor hatten mehrere Oppositionsparteien wegen des Tigray-Konfliktes einen Boykott der Wahlen angekündigt.[58]
- Freiburg im Breisgau/Deutschland: Robert Lewandowski hat den als ewigen Rekord geltenden Torrekord (40 Tore in einer Saison) von Gerd Müller mit dem zwischenzeitlichen 1:0 gegen den SC Freiburg eingestellt.[59]
- Vatikanstadt: Seligsprechung des deutschen Paters Franziskus Jordan, Gründer des Ordens der Salvatorianer[60]
- Wien/Österreich: Übertragung der Verleihung des Fernseh- und Filmpreises Romy im ORF[61]

### Sonntag, 16. Mai 2021

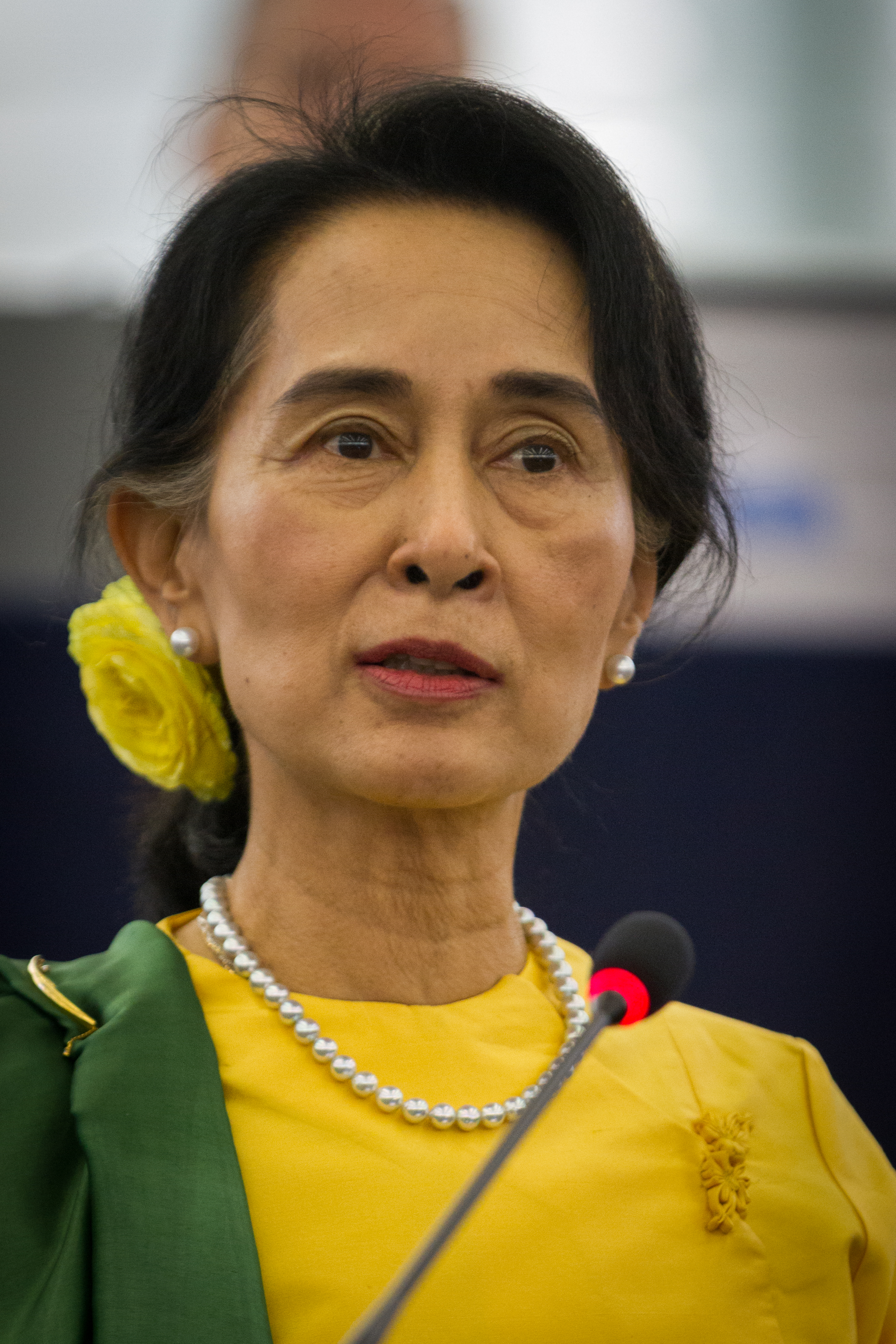
Aung San Suu Kyi

- Doha/Katar: Nach Beratungen zwischen Vertretern der Taliban und der afghanischen Regierung kündigen die Taliban an, doch an der in Istanbul geplanten Afghanistan-Konferenz über die Zukunft des Landes teilnehmen zu wollen.[62]
- Santiago de Chile/Chile: Bei den Wahlen der 155 Mitglieder des Chilenischen Verfassungskonvents sind die Mehrheit der Gewählten dem Mitte-Links-Lager zuzurechnen mit einer bedeutenden Rolle unabhängiger Kandidaten.[63]
- Vatikanstadt: Papst Franziskus verurteilt die Gewalt und Unterdrückung in Myanmar ebenso wie den Militärputsch, der zur Entmachtung von Aung San Suu Kyi Anfang Februar führte.[64]

### Montag, 17. Mai 2021
- Apia/Samoa: Der Oberste Gerichtshof bestätigt die Gültigkeit der Wahlergebnisse der Parlamentswahl vom 9. April und beendet eine einmonatige politische Hängepartie. Damit kann Wahlsiegerin Naomi Mataʻafa eine neue Regierung bilden.[65]
- Brüssel/Belgien: Die EU-Kommission ernennt mit der Finnin Michaela Moua erstmals eine Antirassismusbeauftragte.[66]
- Dallas/Vereinigte Staaten: AT&T gibt eine Vereinbarung bekannt, seine Tochtergruppe WarnerMedia abzuspalten und mit Discovery, Inc. zusammenzuschließen, wodurch der nach Umsatz zweitgrößte Medienkonzern der Welt hinter Disney entsteht.[67][68]

### Dienstag, 18. Mai 2021
- Gorom-Gorom/Burkina Faso: Bei einem bewaffneten Überfall auf eine Kirche in der nordburkinischen Provinz Oudalan während eines Taufgottesdienstes werden 15 Gläubige getötet.[69]
- Tunis/Tunesien: Tunesiens nationale Fluggesellschaft Tunisair bietet als erste nicht-libysche Fluggesellschaft, sieben Jahre nach Ausbruch des zweiten libyschen Bürgerkrieges, wieder Flüge nach Libyen an und fliegt ab sofort dreimal pro Woche nach Tripolis und zweimal pro Woche nach Bengasi.[70]

### Mittwoch, 19. Mai 2021

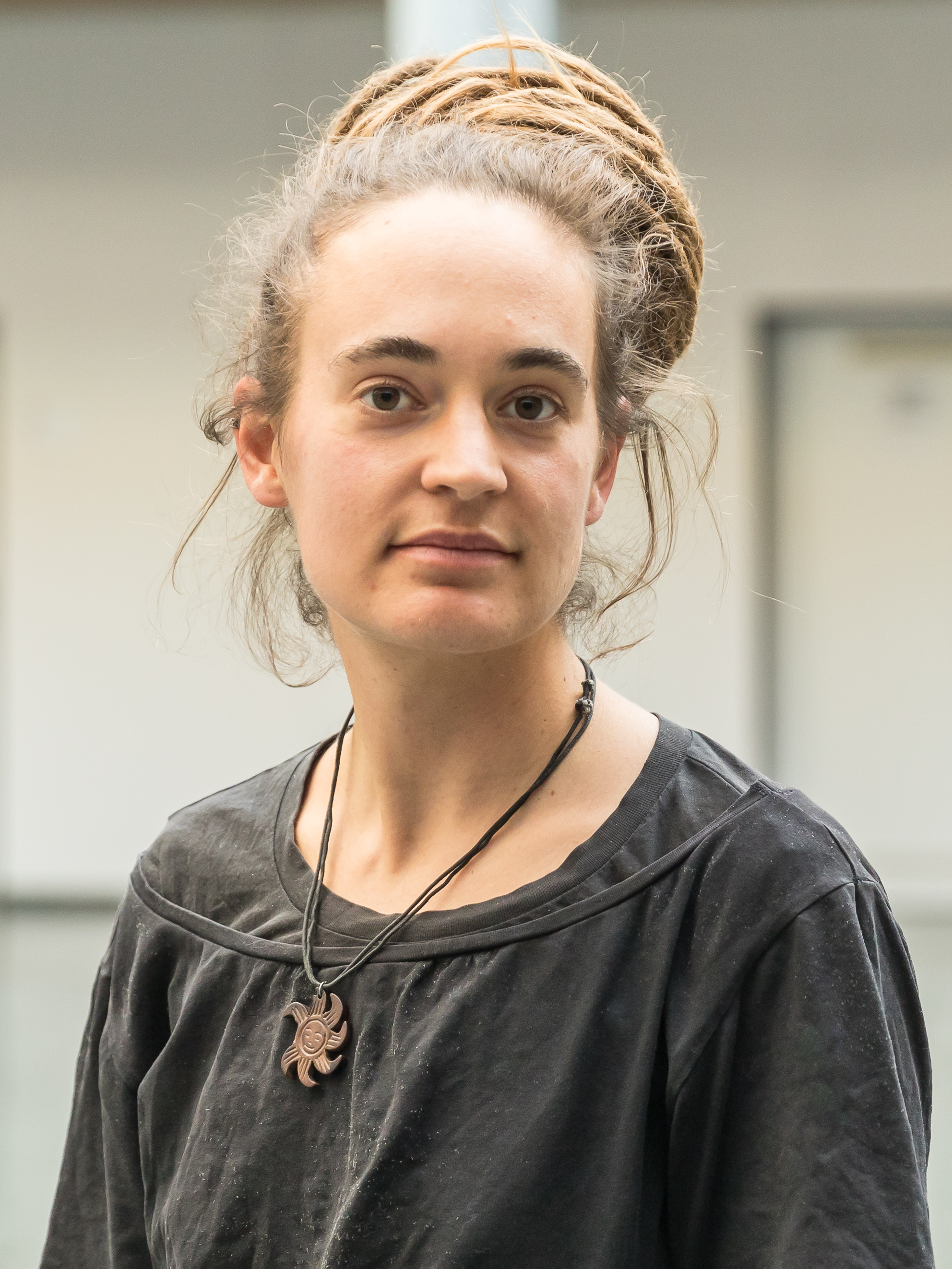
Carola Rackete

- Agrigent/Italien: Das Verfahren gegen die Kapitänin der Sea-Watch 3 Carola Rackete wegen Widerstands gegen ein Kriegsschiff wird durch die Staatsanwaltschaft eingestellt. Das Gericht betont außerdem, das Rackete mit ihrem Vorgehen ihrer Pflicht zur Seenotrettung nachgegangen sei.[71]
- Berlin/Deutschland: Infolge der Plagiatsaffäre um ihre Doktorarbeit bittet Franziska Giffey die Bundeskanzlerin um ihre Entlassung als Bundesministerin für Familie, Senioren, Frauen und Jugend durch den Bundespräsidenten.[72] Die SPD-Vorsitzenden Esken und Walter-Borjans geben bekannt, dass die Bundesministerin der Justiz und für Verbraucherschutz, Christine Lambrecht, das Amt zusätzlich übernehmen soll.[73]
- Washington D.C./Vereinigte Staaten; Jerusalem/Israel: US-Präsident Joe Biden drängt Israel zu einer Deeskalation des neu aufgeflammten Nahostkonfliktes, Israels Ministerpräsident Netanjahu weist diese Aufforderung zurück.[74]

### Donnerstag, 20. Mai 2021
- Colombo/Sri Lanka: Auf dem Containerschiff X-Press Pearl bricht ein Feuer aus, welches tagelang nicht gelöscht werden konnte. Mehrere Container gingen über Bord und verschmutzten die Küsten u. a. mit Mikroplastikgranulat.
- Berlin/Deutschland: Franziska Giffey wird auf ihre Bitte hin vom Bundespräsidenten aus dem Amt der Bundesministerin für Familie, Senioren, Frauen und Jugend entlassen. Die Bundesministerin der Justiz und für Verbraucherschutz, Christine Lambrecht, übernimmt das Amt zusätzlich.[75]
- Berlin/Deutschland: Der Bundestag beschließt zur Umsetzung der EU-Urheberrechtsreform in nationales Recht das Gesetz zur Anpassung des Urheberrechts an die Erfordernisse des digitalen Binnenmarktes. Diese Reform des bisherigen deutschen Urheberrechts beinhaltet Bestimmungen über Uploadfilter und ein Leistungsschutzrecht für Presseverleger. Ein wesentlicher Bestandteil der Reform ist das neue Urheberrechts-Diensteanbieter-Gesetz.[76]
- Kabul/Afghanistan: Bei mehreren am Straßenrand zur Explosion gebrachten Bomben werden im Süden und in der Mitte Afghanistans 13 Zivilisten getötet. Bei einem Überfall auf einen Bus im Westen Afghanistans werden drei Angehörige der Minderheit der Hazara ermordet.[77]
- Vilnius/Litauen: Im litauischen Parlament wird eine nicht-bindende Resolution mit einer Drei-Fünftel-Mehrheit verabschiedet, die Zwangsinternierungen der muslimischen Minderheit der Uiguren im nordwestchinesischen Xinjiang als Genozid verurteilt sowie eine Aufhebung des Sicherheitsgesetzes in Hongkong und freien Zugang internationaler Beobachter in Tibet fordert und die chinesische Regierung zu Verhandlungen mit dem Dalai Lama aufruft. Vertreter Chinas missbilligen diesen Schritt und fordern Litauen auf, diesen Fehler zu korrigieren, sonst drohten Verschlechterungen der bilateralen Beziehungen.[78]

### Freitag, 21. Mai 2021
- Jerusalem/Israel; Gaza/Gazastreifen: Im Israel-Gaza-Konflikt tritt eine Waffenruhe in Kraft, auf die sich die israelische Regierung und die Terrororganisation Hamas unter Vermittlung Ägyptens geeinigt haben.[79]

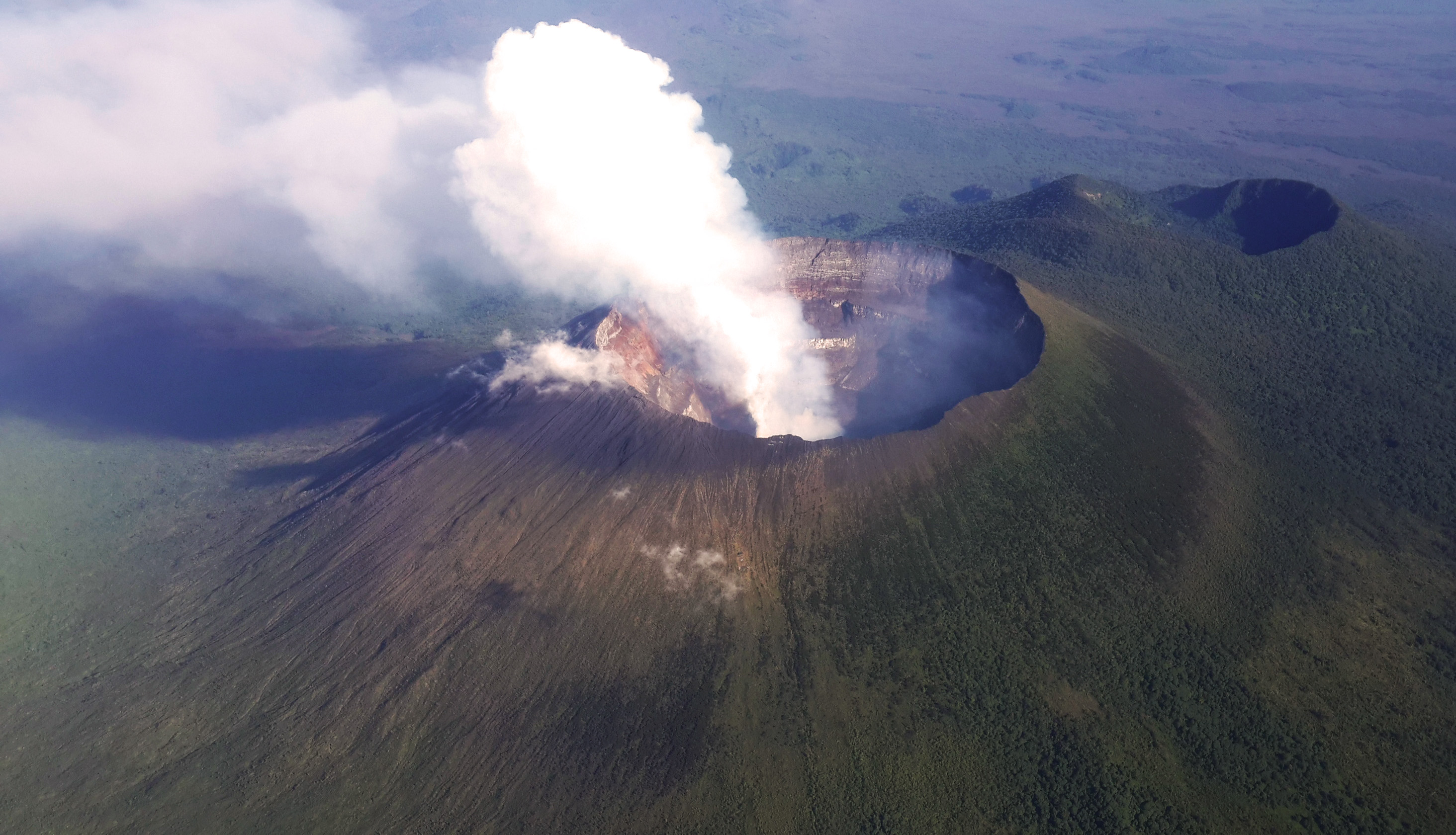
Nyiragongo-Vulkan (2004)

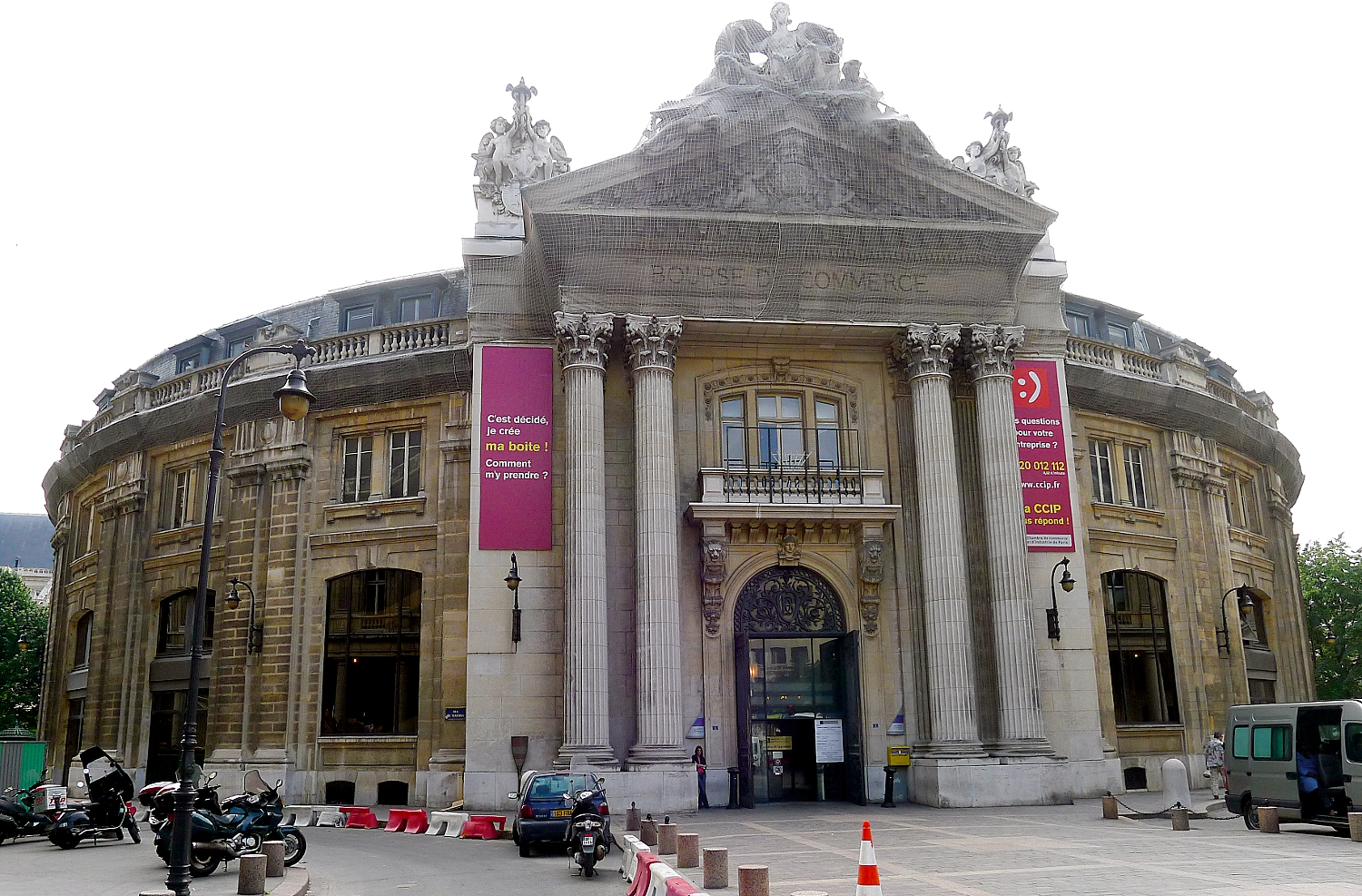
Portal der Bourse de Commerce (2011)

### Samstag, 22. Mai 2021
- Goma/Demokratische Republik Kongo: Der Nyiragongo-Vulkan bricht aus und mindestens 15 Menschen sterben. Viele Menschen flüchten und die kongolesische Regierung ordnet die Evakuierung Gomas an.[80]
- London/Vereinigtes Königreich: Veröffentlichung eines Preprints einer Studie der staatlichen Agentur Public Health England (PHE) zur Untersuchung der Wirksamkeit von COVID-19-Impfstoffen bezüglich der SARS-CoV-V2-Virus-Variante Delta B.1.617.2. Untersucht wurden Tozinameran von BioNTech/Pfizer sowie Vaxzevria von AstraZeneca. Beide Impfstoffe bieten der Studie zufolge wirksamen Schutz gegen die in Indien entdeckte SARS-CoV-V2-Variante. Betont wird die Notwendigkeit von zwei Impfdosen, die Wirksamkeit sei signifikant höher als bei nur einer Dosis. Bezüglich dem Impfstoff MRNA-1273 von Moderna sagt die Studie, die verabreichten Dosen im Vereinigten Königreich seien noch zu gering für verlässliche Schlüsse hinsichtlich der Fragestellung.[81]
- München/Deutschland: Robert Lewandowski hat mit dem Tor zum 5:2 Endstand gegen den FC Augsburg den Torrekord von Gerd Müller (40 Tore in der Saison 1971/72) um ein Tor übertroffen.
- Paris/Frankreich: Eröffnung der Bourse de Commerce – Pinault Collection, einem privaten Kunstmuseum des Sammlers François Pinault, im nach Plänen von Tadao Andō umgebauten – ehemaligen – Gebäude der Pariser Warenbörse.[82]
- Rotterdam/Niederlande: Das Finale des 65. Eurovision Song Contests beginnt.[83]
- Venedig/Italien: Eröffnung der 17. Architekturbiennale (bis 21. November 2021).[84]

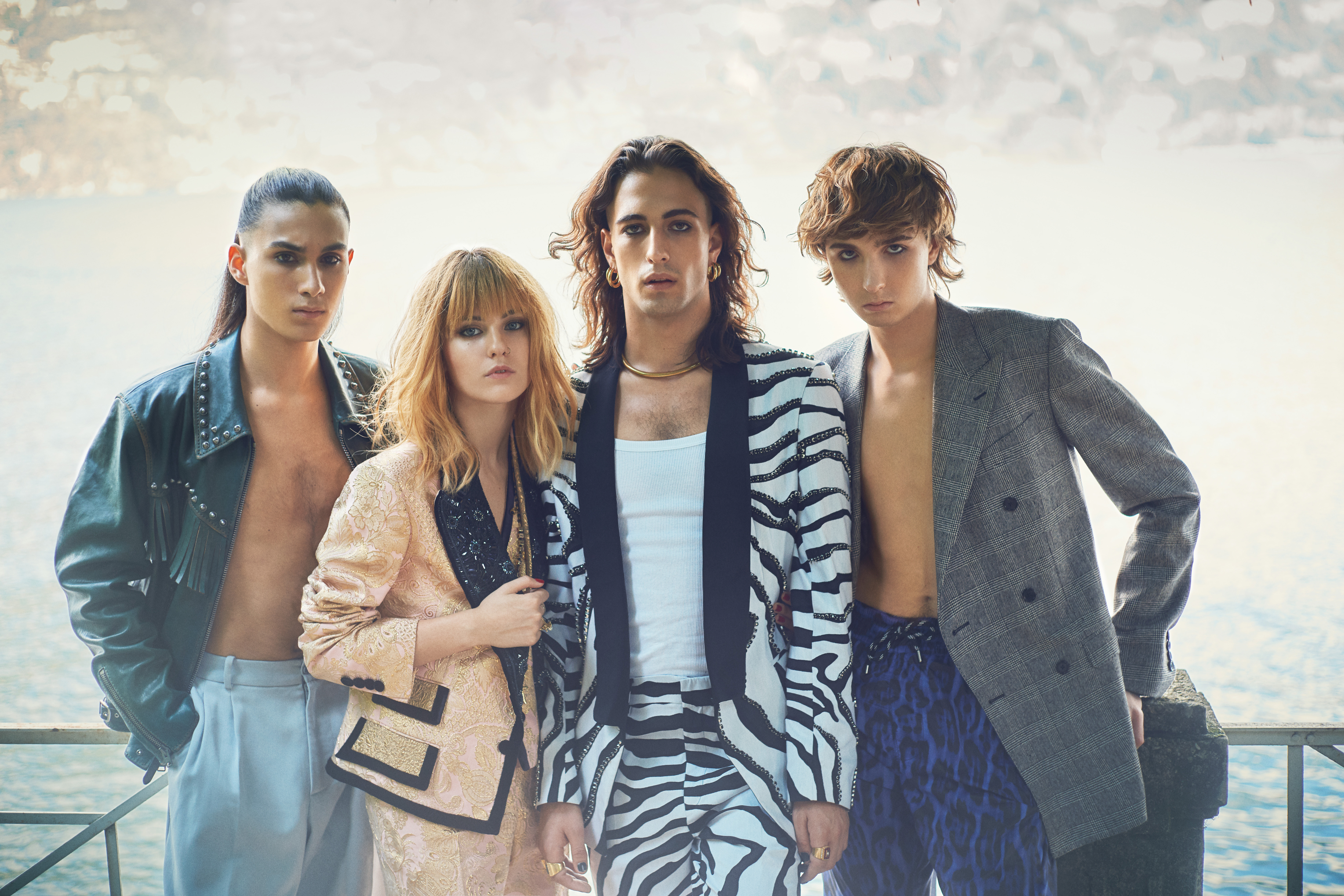
Måneskin aus Italien (2019), Sieger des 65. Eurovision Song Contests

### Sonntag, 23. Mai 2021
- Minsk/Belarus: Mit der Begründung, es habe eine Bombendrohung gegeben, wird eine Maschine der Fluggesellschaft Ryanair auf ihrem Flug 4978 von Athen nach Vilnius nach Minsk umgeleitet. Dort werden der an Bord befindliche Regimekritiker Raman Pratassewitsch und seine Freundin Sofia Sapega festgenommen.[85]
- Rotterdam/Niederlande: Die italienische Rockband Måneskin gewinnt mit ihrem Song Zitti e buoni den 65. Eurovision Song Contest.
- Stresa/Italien: Beim Absturz einer Gondel der auf den Monte Mottarone führenden Seilbahn kommen 14 Menschen ums Leben.[86]

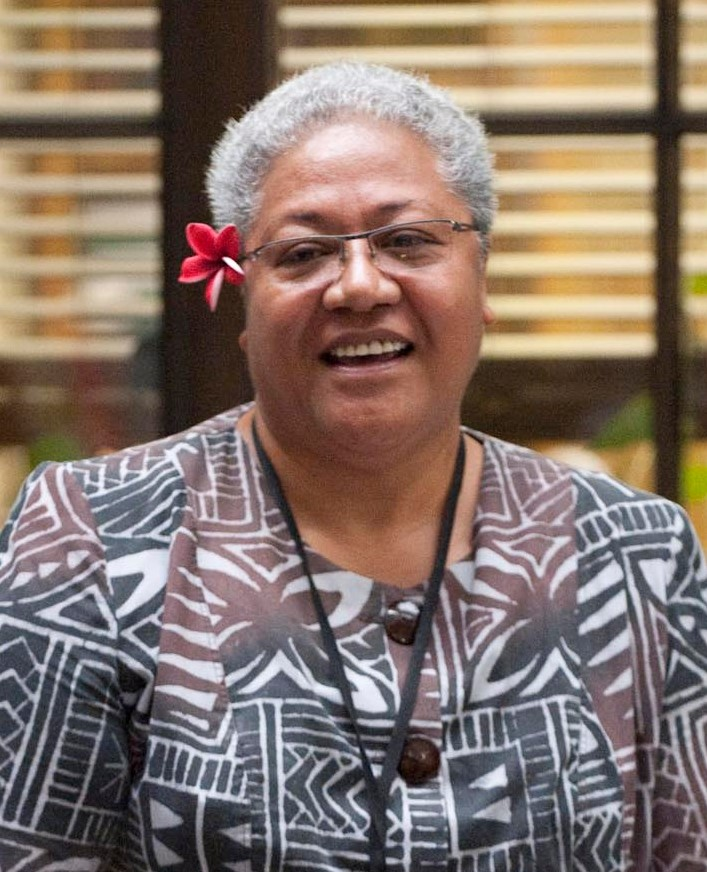
Fiame Naomi Mataʻafa (2013)

### Montag, 24. Mai 2021
- Apia/Samoa: Ungeachtet Protesten der bisherigen Regierungspartei HRPP wird Naomi Mataʻafa als erste Premierministerin Samoas vereidigt.[87]
- Bamako/Mali: Im Rahmen eines Putsches setzt das Militär des Landes Übergangsprasident Bah N’Daw und Ministerpräsident Moctar Ouané fest.[88]

### Dienstag, 25. Mai 2021

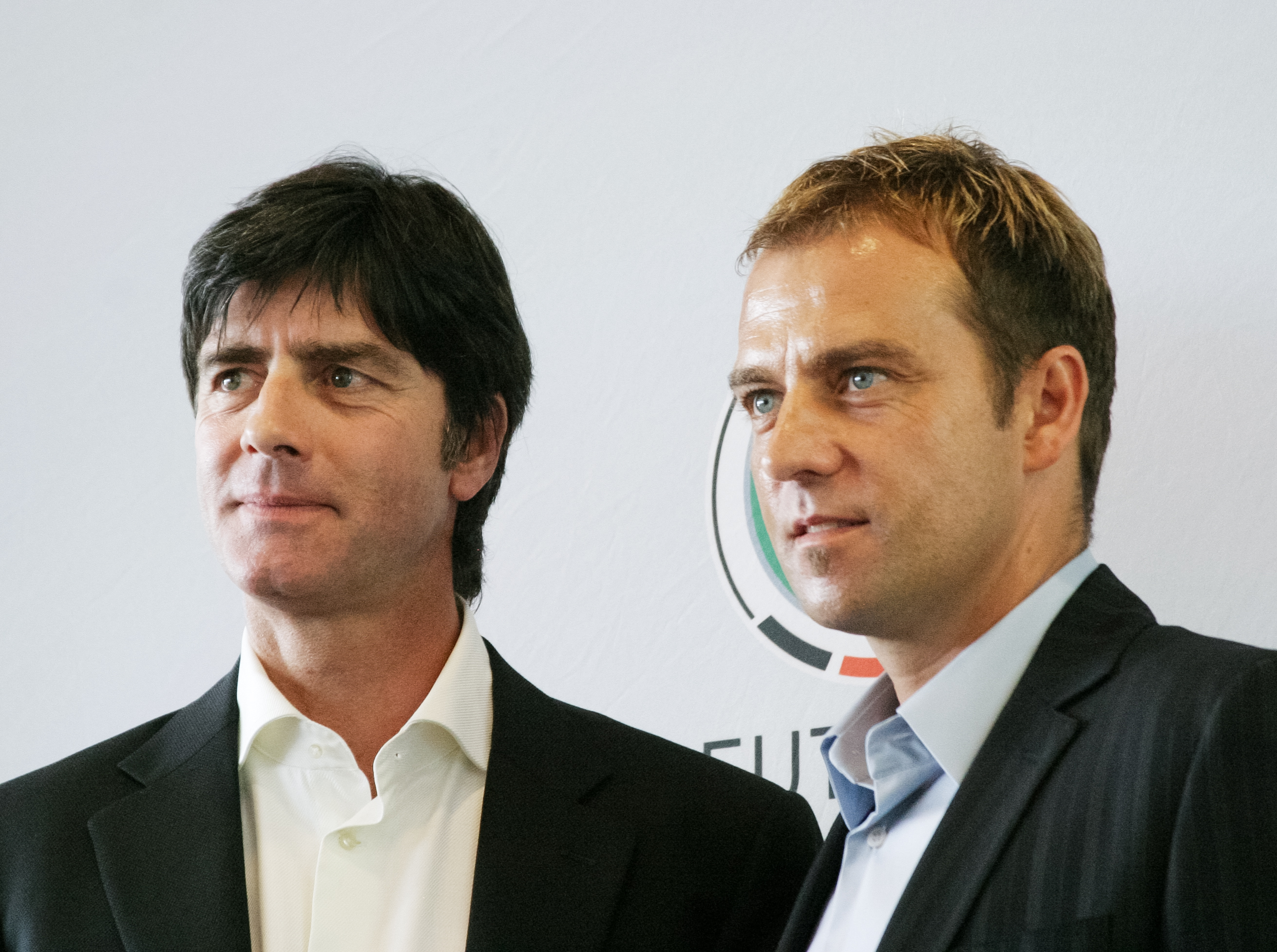
Joachim Löw (links) und Hansi Flick, 2006

- Paris/Frankreich: Costa Rica wird der 38. Mitgliedstaat der OECD.[89]
- Singapur: 51. Treffen des Weltwirtschaftsforums (bis 28. Mai 2021).[90]
- Frankfurt am Main/Deutschland: Hansi Flick wird als Nachfolger von Joachim Löw im Amt des Bundestrainers der Deutschen Herrenfußballnationalmannschaft bekanntgegeben. Löw wird nach 15 Jahren im Amt nach der Fußball-Europameisterschaft 2021 zurücktreten.[91]

### Mittwoch, 26. Mai 2021
- Damaskus/Syrien: Präsidentschaftswahl
- Danzig/Polen: Im Finale der UEFA Europa League im Stadion Gdańsk setzt sich der FC Villarreal gegen Manchester United durch.
- Den Haag/Niederlande: Ein Bezirksgericht in Den Haag verurteilt das Mineralöl- und Erdgasunternehmen Shell, seine Kohlendioxid-Emissionen bis zum Jahr 2030 um fast die Hälfte zu senken. Das Urteil gilt sowohl für die zum Konzern gehörenden Unternehmen als auch für Zulieferer und Endabnehmer. Im Unterschied zu ähnlichen Klagen, die in anderen Rechtsordnungen wie den USA eingereicht wurden, ist dieses Urteil das erste, das ein Unternehmen verpflichtet, die Entstehung künftiger Schäden zu verhindern, was nach niederländischem Recht aufgrund des Kellerluken-Falls von 1965 möglich ist.[92]

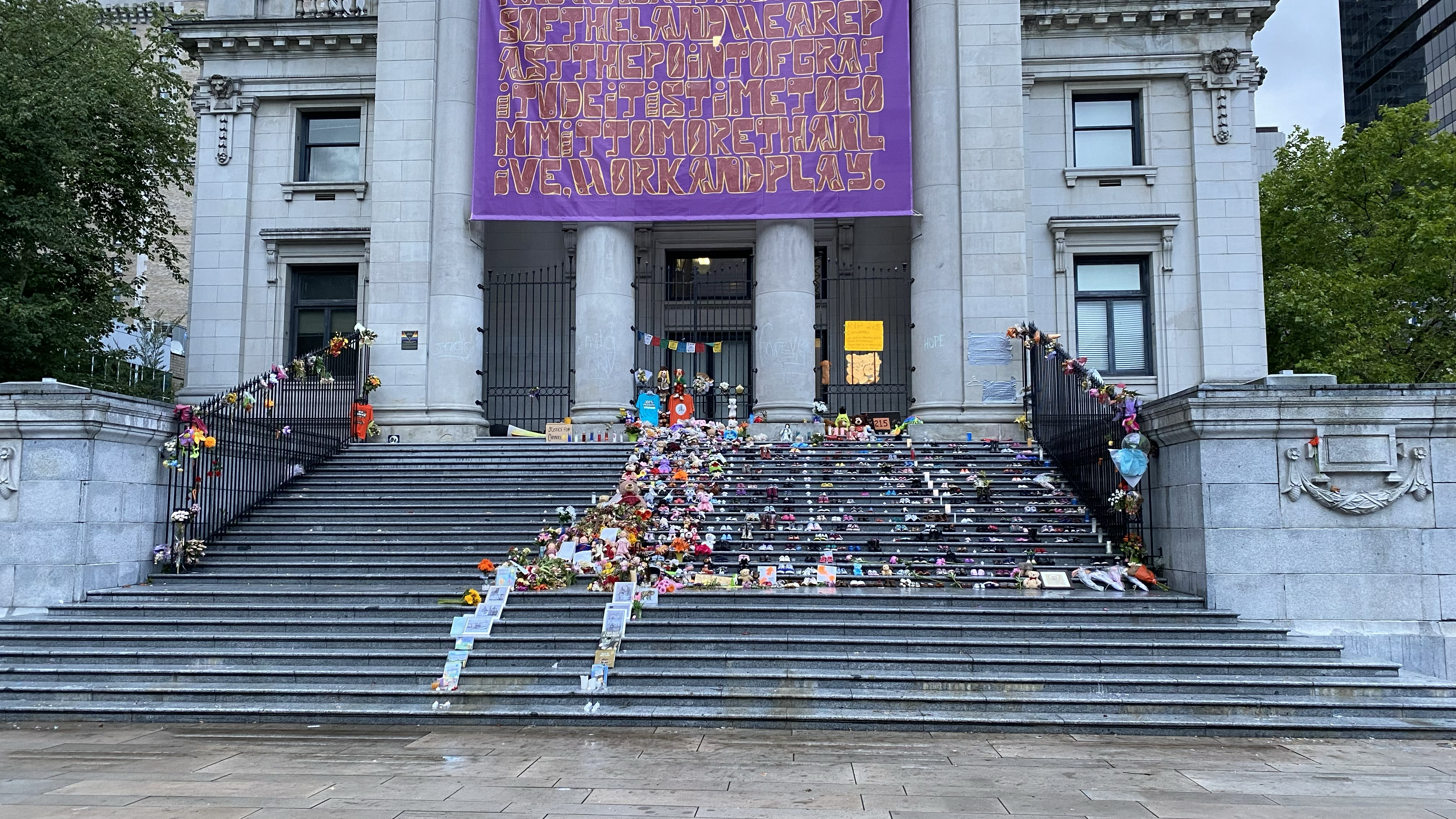
Gedenken an die Kinder, deren Gräber auf dem Gelände der Kamloops Indian Residential School gefunden wurden

### Donnerstag, 27. Mai 2021
- Kamloops/Kanada: Auf dem Gelände der Kamloops Indian Residential School wurden laut erster Pressemeldung die undokumentierten Gräber von 215 minderjährigen indianischen Internatsschülern gefunden.[93]

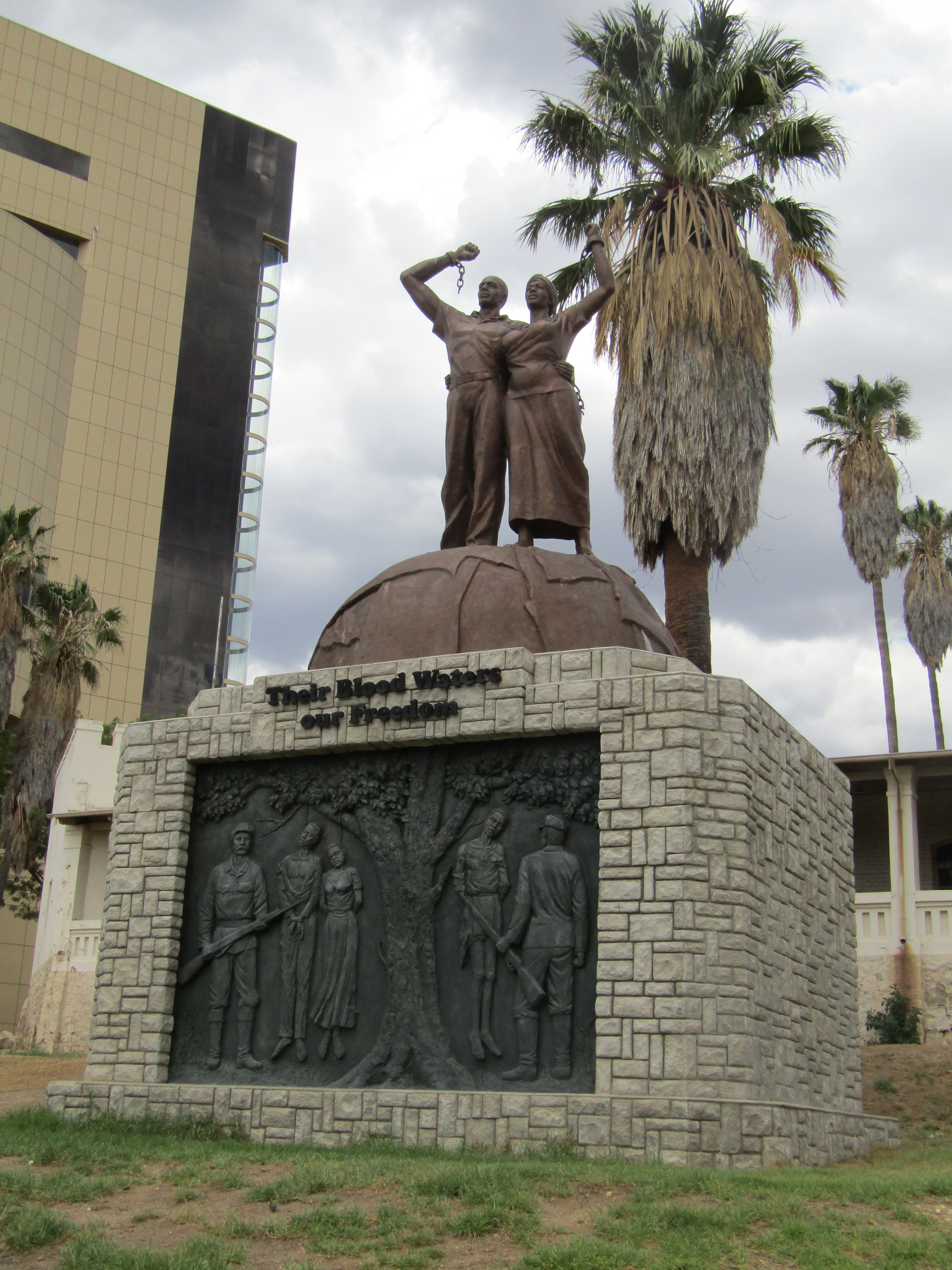
Völkermorddenkmal in Windhoek

- Windhoek/Namibia; Berlin/Deutschland: Deutschland und Namibia unterzeichnen ein vorläufiges Dokument, in dem das durch Truppen des Deutschen Reiches verübte Unrecht an den Herero und Nama in den Jahren 1904 bis 1908 als Völkermord eingestuft wird. Deutschland sagt in dem Dokument Zahlungen von 1,1 Milliarden Euro Aufbauhilfe an Namibia zu – verteilt über die nächsten 30 Jahre. Die Verhandlungen zu diesem Dokument haben mehr als sechs Jahre gedauert. Die Parlamente der beiden Länder sollen auch noch zustimmen.[94]

### Freitag, 28. Mai 2021
- Köln/Deutschland: Papst Franziskus ordnet eine Apostolische Visitation des Erzbistums Köln an. Johannes van den Hende (Bischof von Rotterdam, Vorsitzender der Niederländischen Bischofskonferenz) und Anders Kardinal Arborelius OCD (Bischof von Stockholm) sollen im Juni die komplexe pastorale Situation in der Erzdiözese untersuchen und insbesondere auch auf eventuelle Fehler Kardinals Woelkis und der anderen betroffenen Bischöfe und Weihbischöfe im Umgang mit Fällen sexuellen Missbrauchs achten.[95]

### Samstag, 29. Mai 2021
- Porto/Portugal: Im Estádio do Dragão gewinnt der FC Chelsea das Endspiel der UEFA Champions League gegen Manchester City.

### Sonntag, 30. Mai 2021
- Nikosia/Republik Zypern: Parlamentswahl
- Paris/Frankreich: Beginn der French Open (bis 13. Juni)

### Montag, 31. Mai 2021
- Bern/Schweiz: Beginn der Sommersession der Eidgenössischen Räte (bis 18. Juni).